# Ritchey (cràter marcià)
|  | No s'ha de confondre amb cràter lunar Ritchey (cràter). |

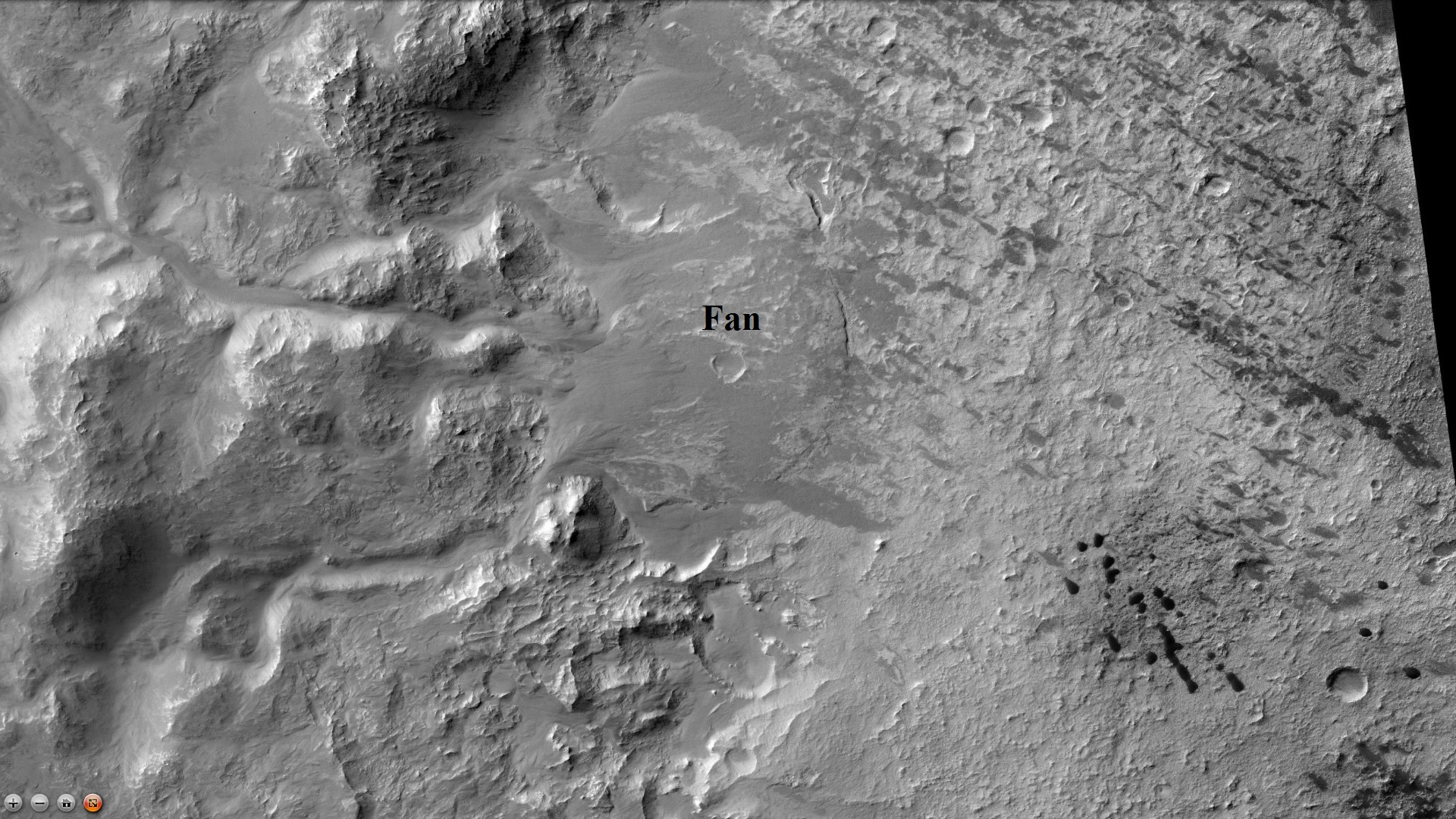
Paret occidental de Ritchey (detall de la imatge allargada)

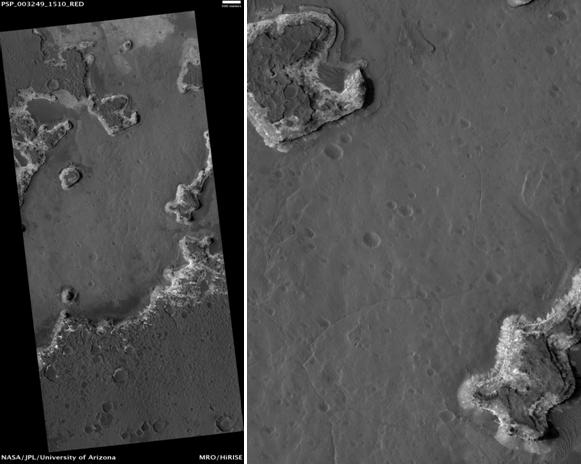
Capes del terreny en Ritchey (imatge HiRISE). La capa més superficial de color fosc sembla ser resistent a l'erosió, mentre que la capa de color clar intermèdia és més feble. La barra d'escala representa 500 metres de distància.

Ritchey és un cràter situat al quadrangle Coprates del planeta Mart, localitzat a les coordenades 28.8° de latitud sud i 51° de longitud oest. Té un diàmetre de 79 km i deu el seu nom a l'astrònom nord-americà George W. Ritchey (1864-1945). Existeixen evidències concloents que va poder haver estat un llac.
El cràter es va formar després del període Noaic. Les imatges de l'HiRISE mostren que el seu cim central té jaços de roca massius i megabretxes amb grans clastos.

## Passat lacustre
Ritchey interessa als científics perquè mostra diverses capes diferents. Una capa fosca forma una coberta rocosa en la part superior que protegeix els estrats subjacents de l'erosió. Sota aquesta capa dura i fosca se situa una capa més tova de roca de tons més clars, fracturada en petits blocs. Les capes podrien estar formades per cendra volcànica, dipòsits lacustres o fluvials, o dunes de sorra. Canals fluvials i dipòsits residuals són habituals damunt i al llarg de les parets.
S'han trobat minerals argilencs en Ritchy.
Aquests minerals indiquen que va haver presència d'aigua durant un cert període. Evidències d'argiles esmectítiques han estat localitzades al voltant de l'elevació central del cràter en una unitat geològica que probablement va ser formada com a conseqüència d'un impacte sideral. La calor de l'impacte hauria generat aigua líquida durant el temps necessari per generar materials argilencs. Investigadors de la Universitat de Brown han descobert dipòsits de l'impacte contenint argiles en Ritchey. L'impacte va fondre la roca del substrat i després va refredar i endurir. Els minerals d'argila trobats dins d'aquests dipòsits probablement es van formar després de l'impacte.
A causa que Ritchey és del període Hesperià o fins i tot més recent, això significa que l'aigua líquida podria haver existit en diversos períodes durant la història de Mart. Els minerals argilencs han estat també trobats en les parets del cràter, en el seu sòl i en els dipòsits adjacents, però no és possible conèixer quan podrien haver-se generat. Aquests minerals podrien haver-se format allí mateix, ser transportats des d'altres ubicacions, o ser producte de l'erosió d'argiles preexistents. Així i tot, hi ha evidències espectrogràfiques que almenys algunes de les argiles que formen el sòl del cràter i els dipòsits adjacents, provindrien de la paret del cràter.
Sílice hidratada, potser en forma d'òpal, ha estat detectat en l'elevació central. També han aparegut olivina, piroxè baix en calci i plagioclasa.
El cràter Ritchey ha estat suggerit com un possible punt d'aterratge per un rover marcià, a causa que va poder haver estat un gran llac. La seqüència de gruixuts dipòsits sedimentaris que inclouen argila el converteixen en un lloc d'especial interès. La presència de trets fluvials al llarg de les parets del cràter i la seua vora, així com els dipòsits al·luvials localitzats, són una forta evidència de la presència abundant d'aigua en algun moment del passat.